# Alfred Rosén
Johan Alfred Rosén, född 	27 juli 1875 i Ljuders socken,, död 10 juli 1946 i Nybro, var en svensk handlare och företagsledare.
Alfred Rosén var son till Johannes Nikolausson och Ida Charlotta Vilhelmina Svensdotter. Han var handlare i Madesjö och drev från omkring 1898 en handelsbod i Emmaboda tillsammans med sin kusin Axel Neikter (1871–1919), vilken de utvecklade till ett grossistföretag. Alfred Rosén övertog därefter en affär i Örsjö. Han var också med om att bygga upp verksamheten vid Emmaboda glasverk.
Han blev chef för Kosta glasbruk 1936, och ledde det till 1943.
Alfred Rosén gifte sig 1915 med Lisa Theander (1891–1992) och far till Erik Rosén och Lennart Rosén, svärfar till Ingrid Rosén och farfar till Ulf Rosén